# 花蓮縣忠烈祠
花蓮縣忠烈祠位於台灣花蓮縣花蓮市美崙山腳下，原址為日治時期的「 花蓮港神社 」，1981年改建為中國宮殿式建築，正面為主殿忠烈祠、左側為仰仁殿、右側為崇德殿，祠內供祀有鄭成功、劉永福、邱逢甲等民族英雄及對國家民族有貢獻者之烈士。

## 歷史
1909年，隨著花蓮港街成為花蓮港廳的行政中心，日本移民逐漸增加，因此開始計劃興建神社。1916年，選定了今日忠烈祠的所在地，建立花蓮港神社，供奉天照大神、北白川宮能久親王與開拓三神（大國魂命、少彥名命、大己貴命）。在日本統治結束後，國民政府將該地改為忠烈祠，供奉在臺灣具有重要歷史貢獻的人士。1980年，政府對該地進行大規模改建，使其成為今日的中國宮殿式建築，原有的神社建築已不復存在。

## 建築風格
花蓮縣忠烈祠的建築風格承襲傳統的中式宮殿建築，擁有朱紅色的高大大門、漆黃的宇頂，紅綠相間的飛簷翹角，排列的雕樑畫棟，盤龍立鳳的棟柱。

## 紀念活動
花蓮縣忠烈祠除了作為紀念空間，花蓮縣政府每年春秋兩季在此舉辦國殤大典。

## 地理位置
花蓮縣忠烈祠位於花蓮市區的高地，從林森路經過尚志橋跨越美崙溪即可到達。從祠堂可以俯瞰整個市區，視野開闊。

## 圖集

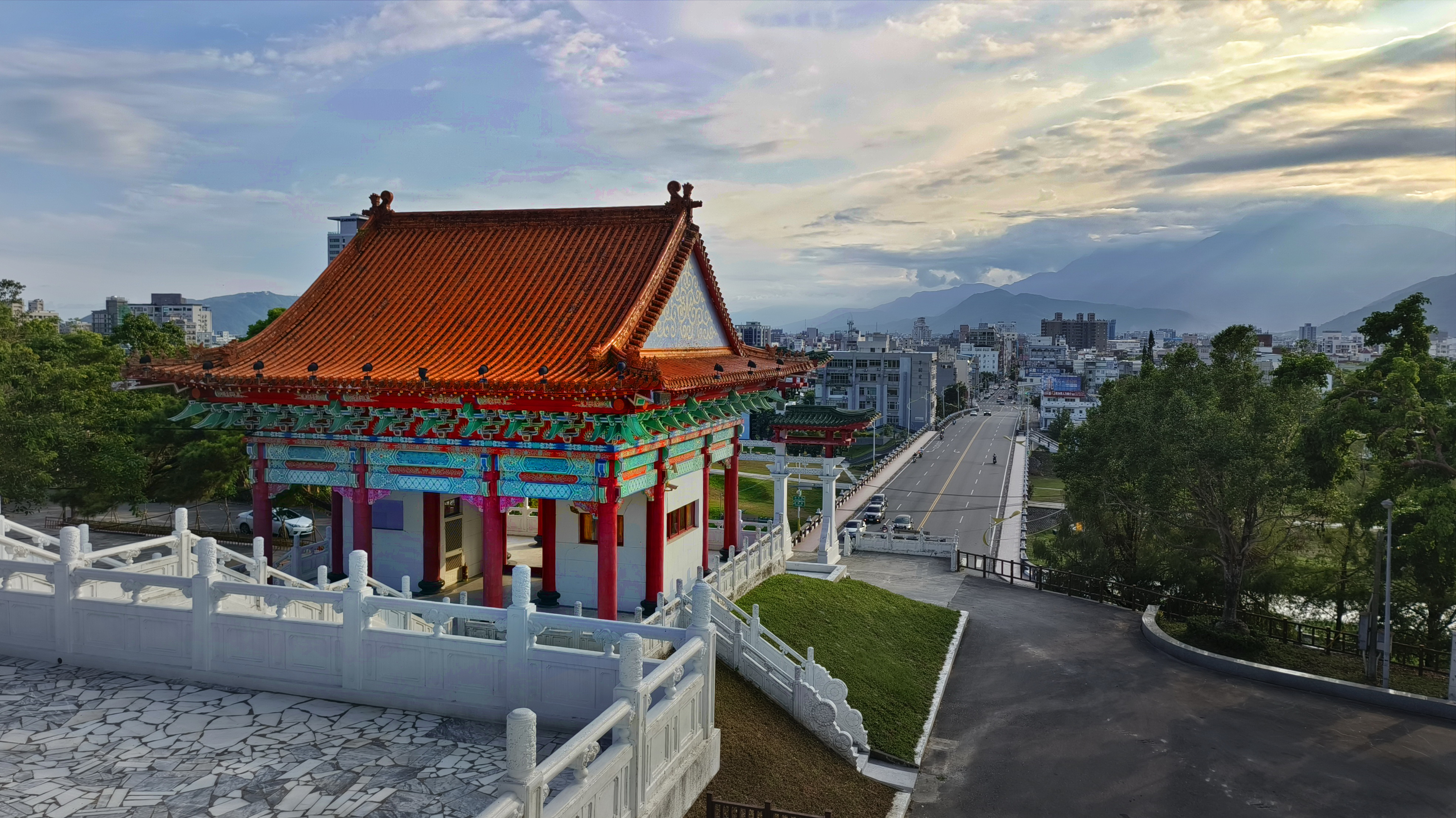
從本殿望向正氣殿及尚志橋
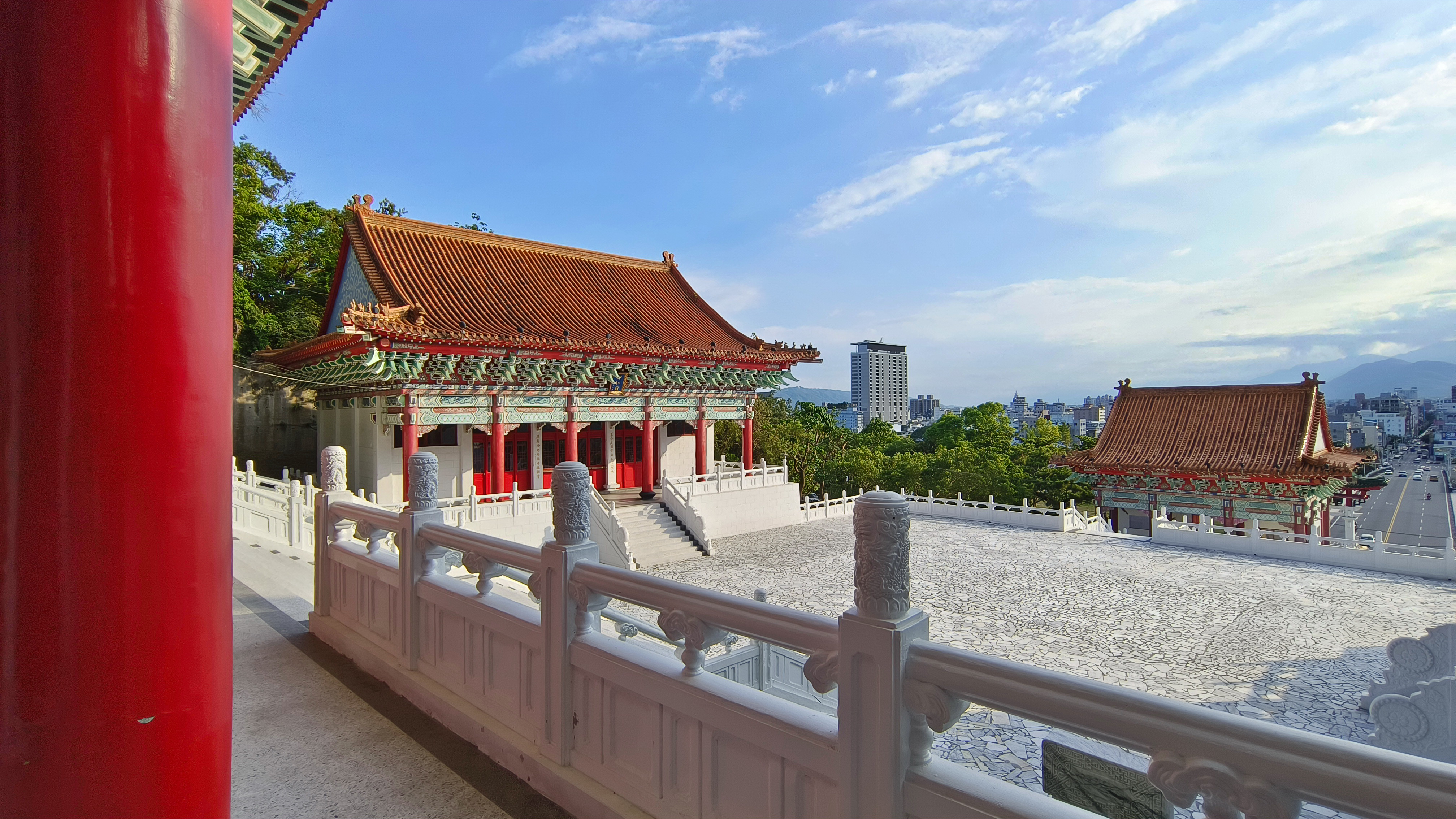
從本殿望向仰仁殿
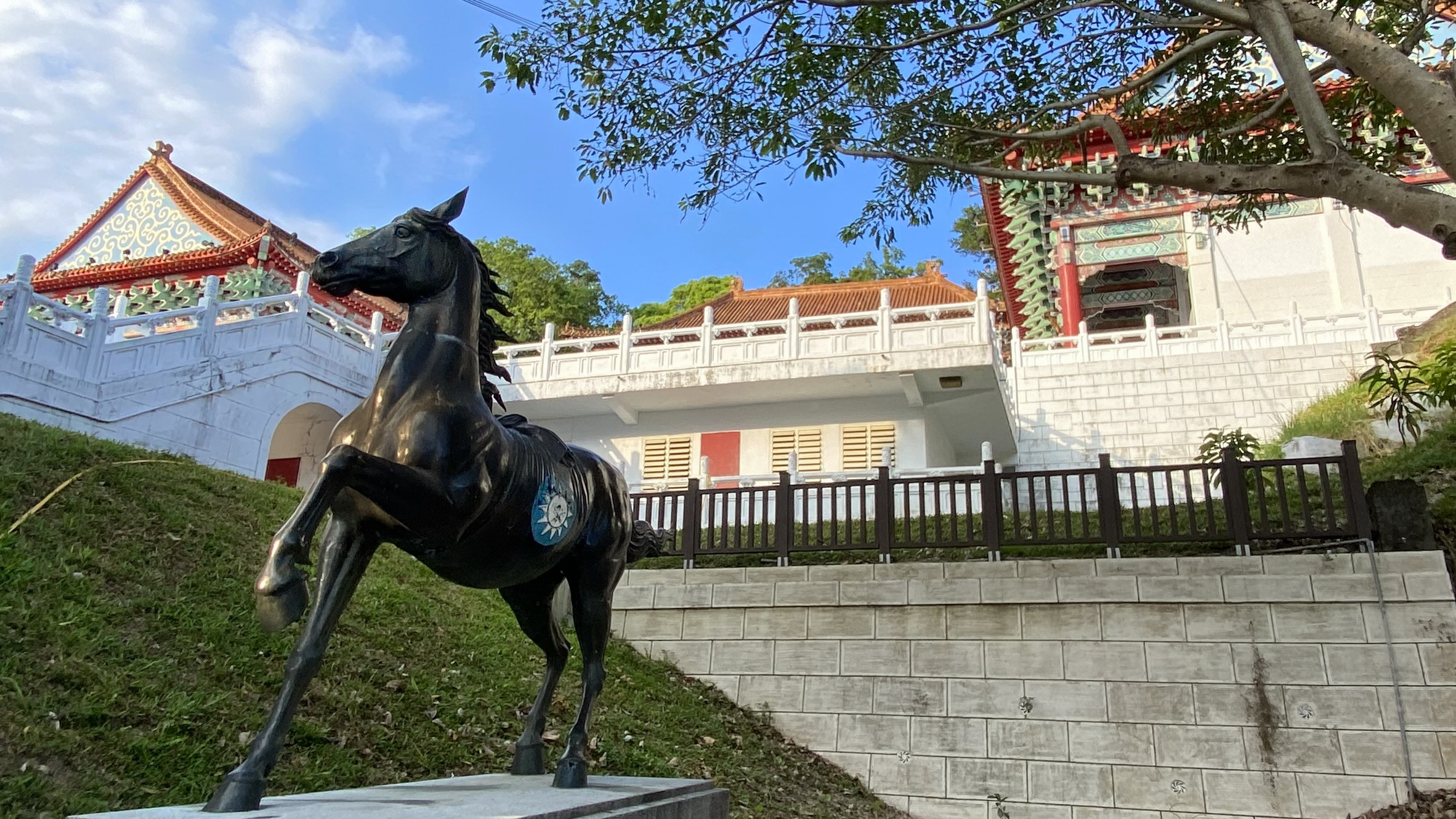
擋土牆旁的銅鑄「神馬」
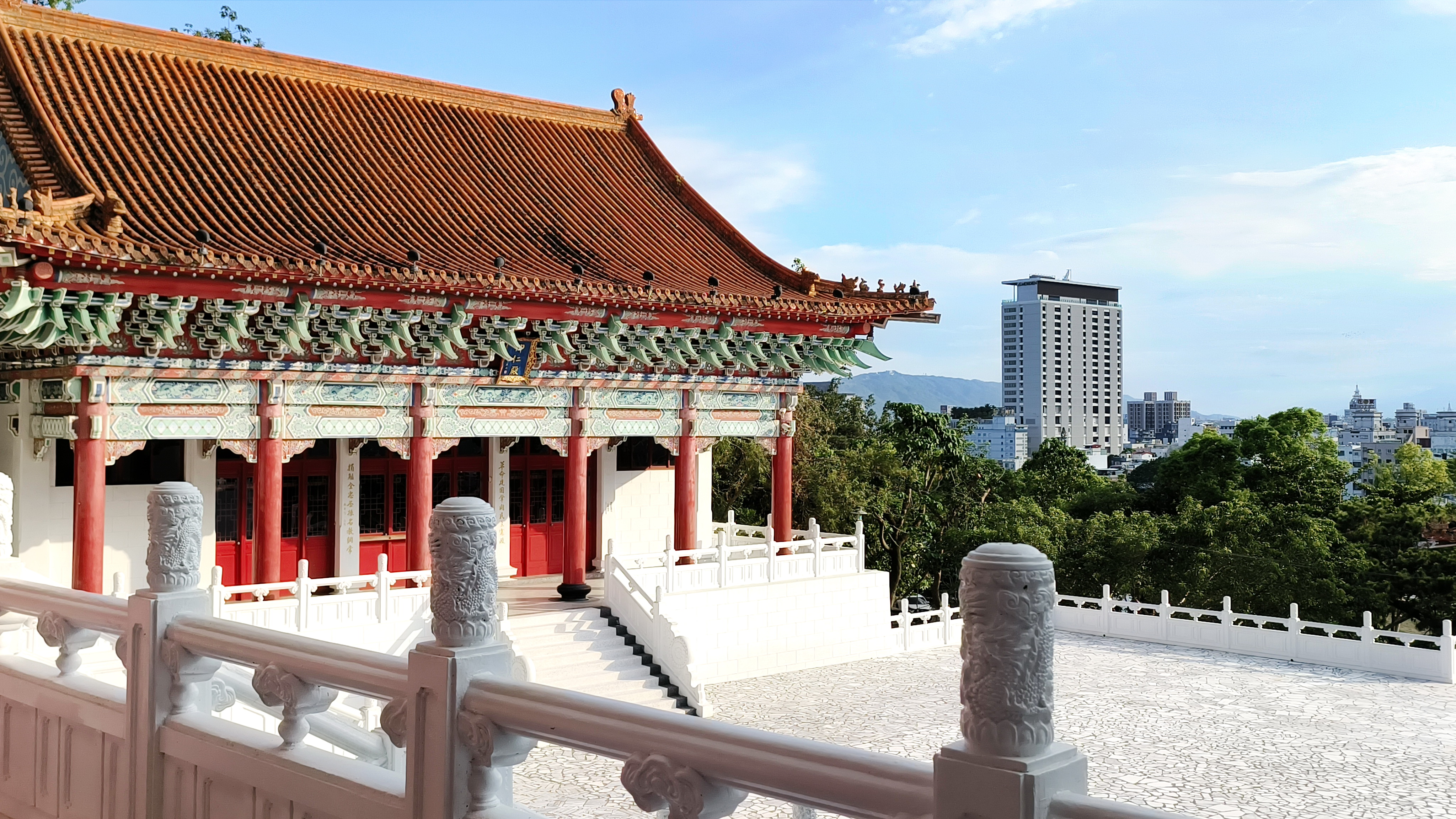
從本殿望向仰仁殿，遠方的建築物為花蓮潔西艾美渡假酒店
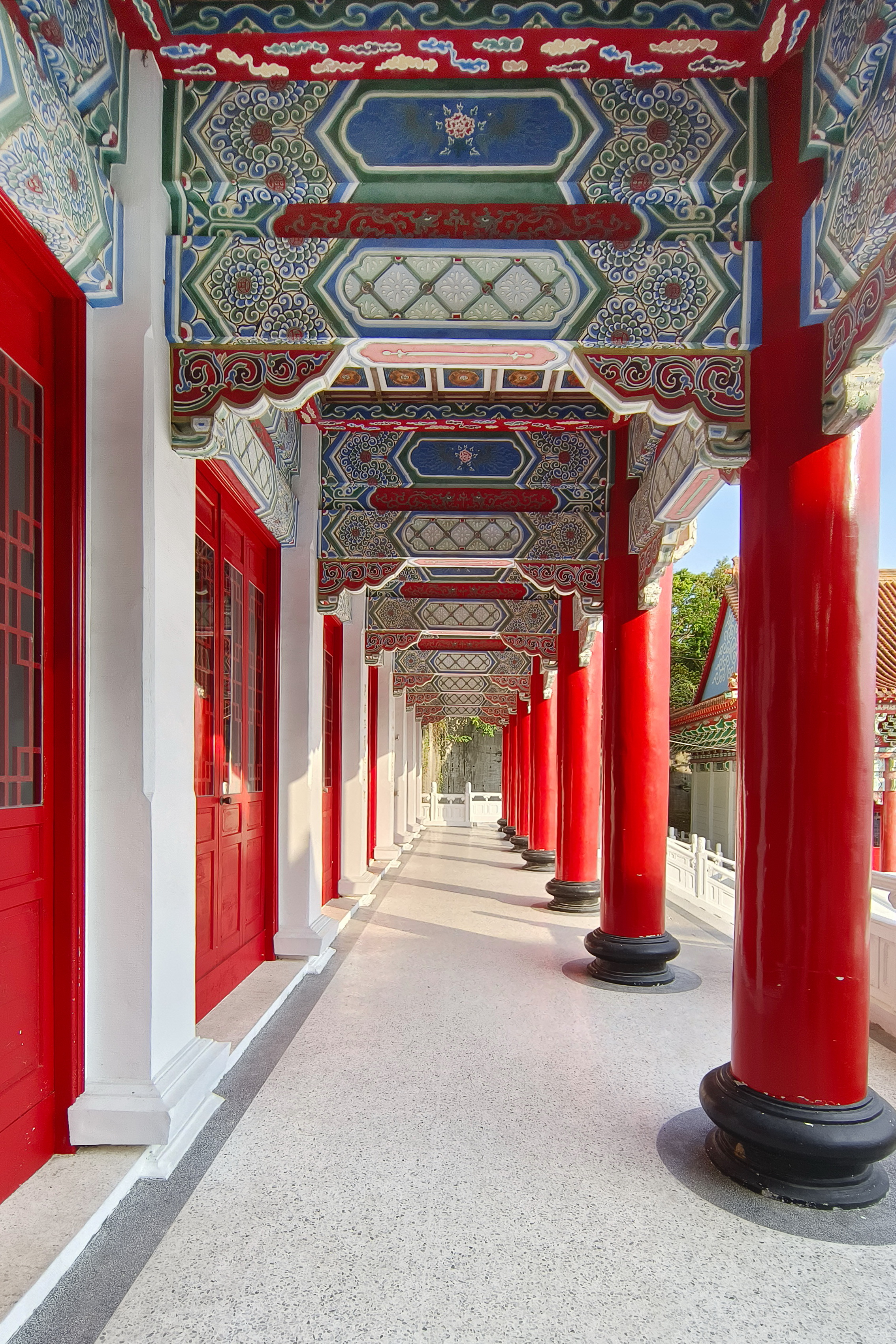
本殿前的走廊
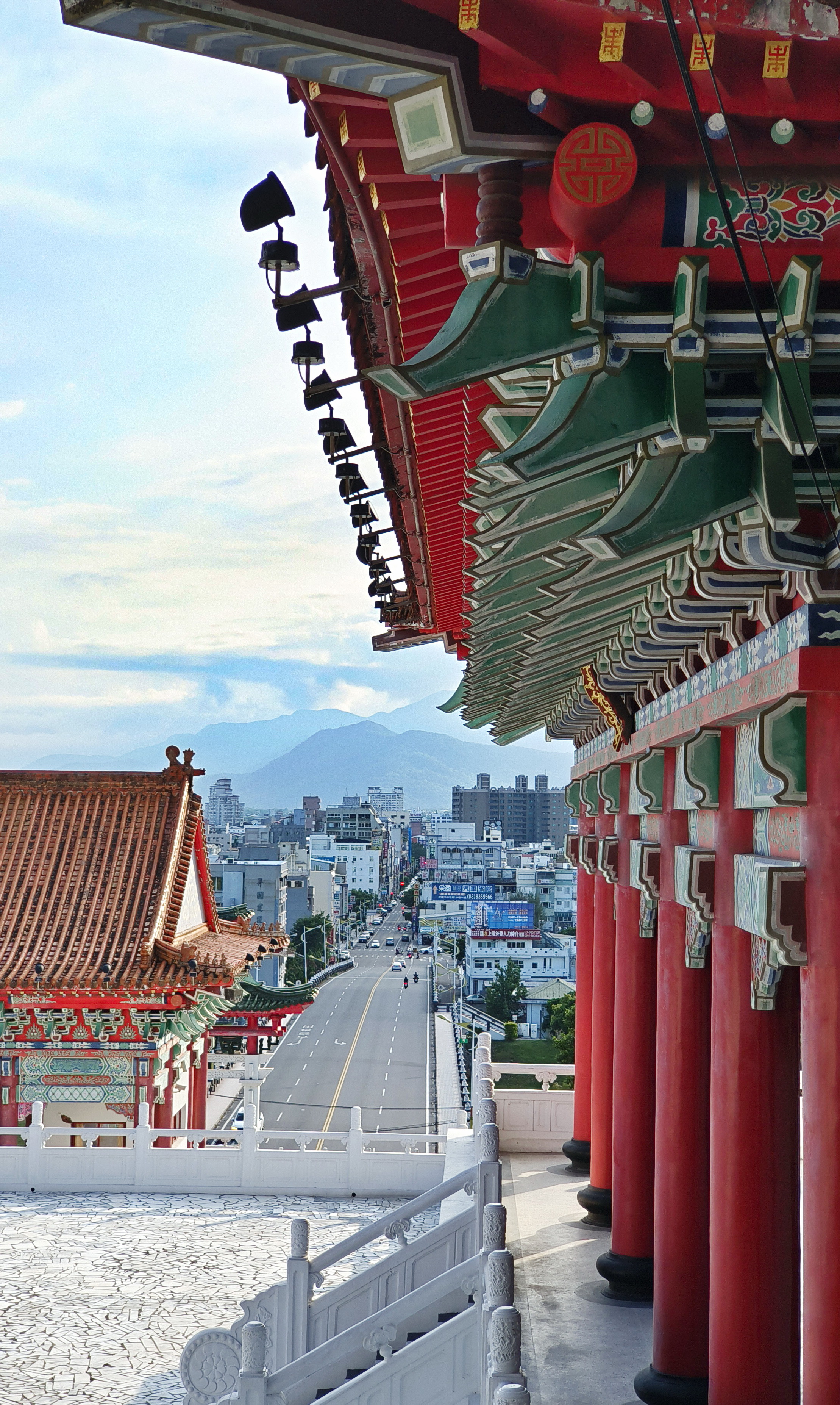
從崇德殿望向位於西南方的正氣殿及尚志橋
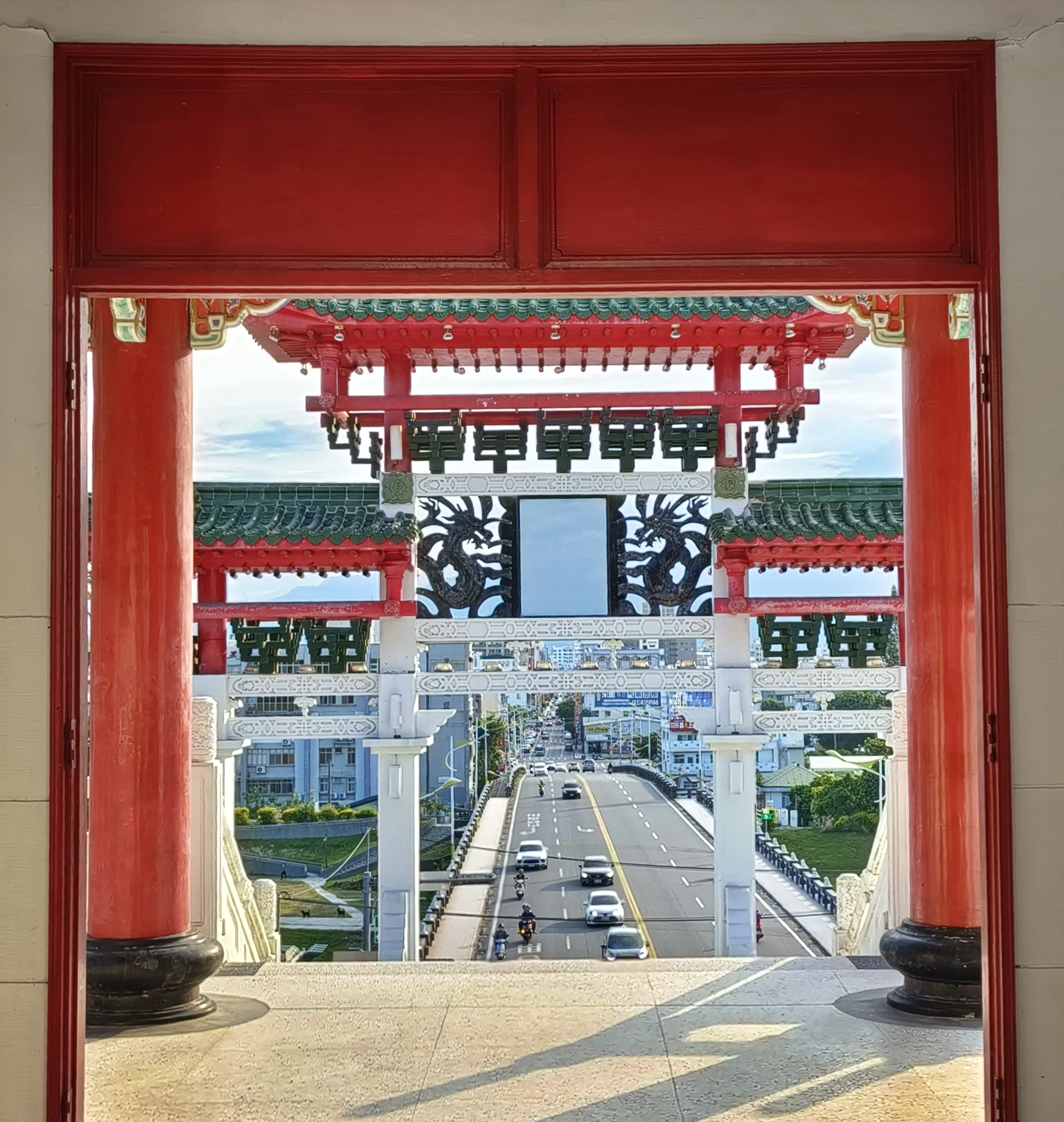
從正氣殿望向牌樓及尚志橋
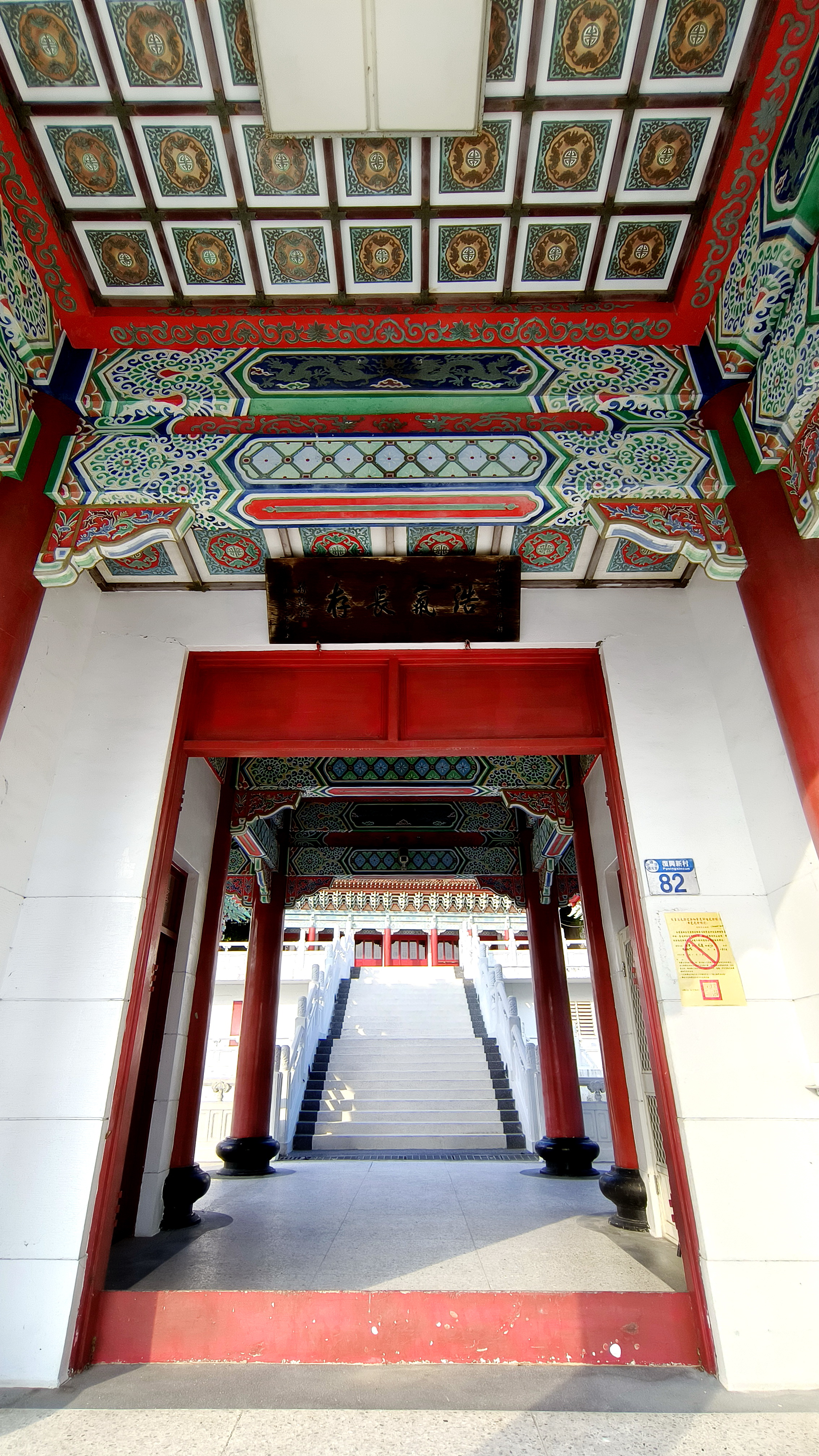
從正氣殿望向本殿